# Whaley House

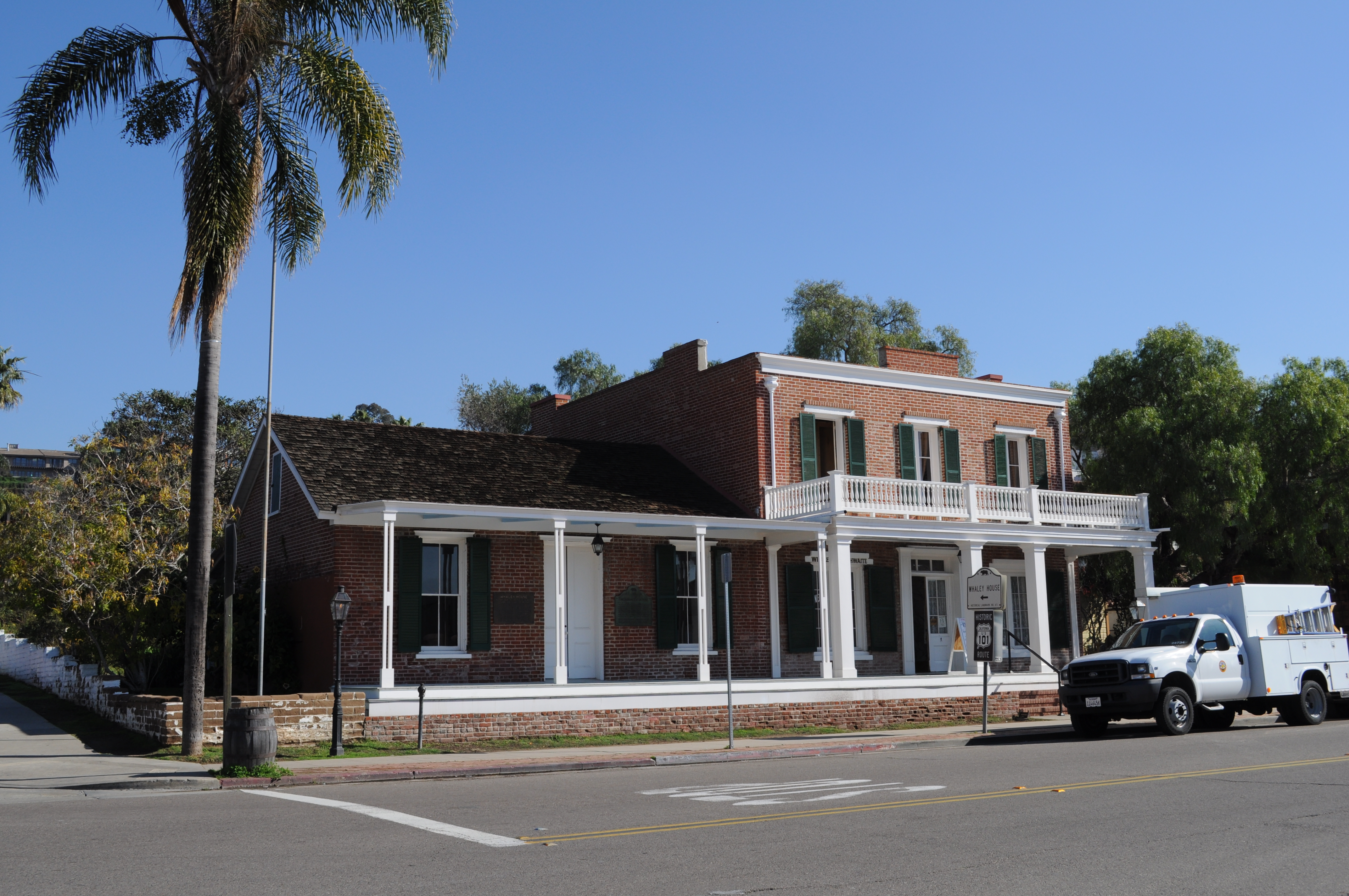
Whaley House (năm 2010)

Whaley House là một tòa nhà này nằm ở thành phố San Diego, bang California (Mỹ). Whaley House được Thomas Whaley xây dựng vào năm 1857. Đây được coi là một trong những ngôi nhà ma ám nổi tiếng trên thế giới bởi những câu chuyện thần bí liên quan đến nó. Một trong những điều khiến người ta dễ dàng liên tưởng tới nhất là Whaley House được xây dựng trên một nghĩa trang đầy mộ.